# 俎橋
俎橋（まないたばし、爼橋）とは、東京都千代田区にある靖国通り（東京都道302号新宿両国線）の橋である。日本橋川上流に架かり、東側の神田神保町三丁目と、西側の九段北一丁目及び九段南一丁目を結ぶ。

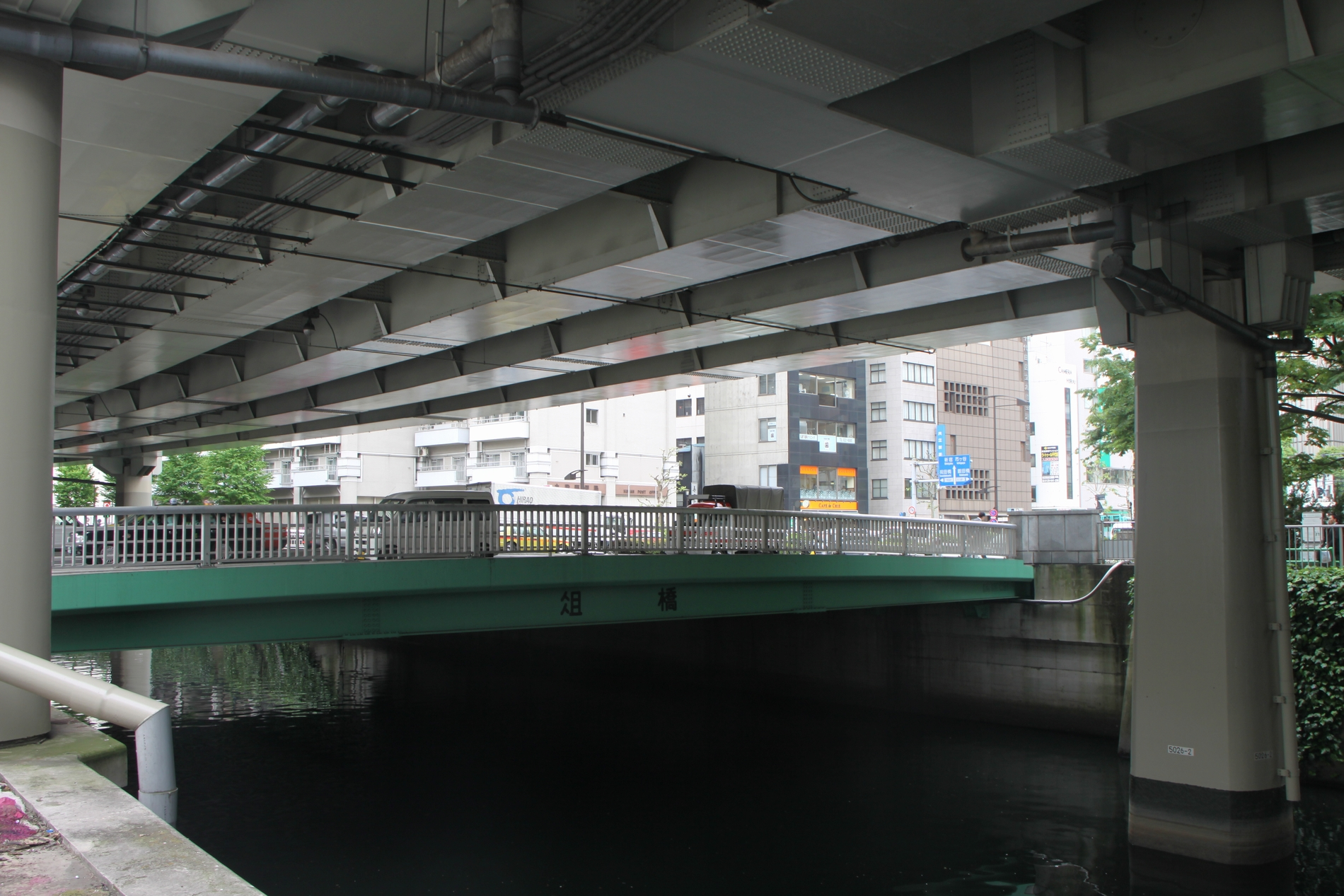
俎橋

## 橋名について
難読として知られる。橋銘は「爼」となっているが、一般的には「俎」と表記されることが多い。他に「俎板」や「魚板」などとも書かれた。稀に「姐」と誤記される。
名前の由来は、橋が2枚の俎（まないた）を渡したような板橋であったことによるとする説と、近くに存在した台所町との関連で名付けられたとする説がある。

## 地理
西詰に地下鉄九段下駅が存在し、その先に九段坂が伸びる。東詰には俎橋交差点があり、その向こうに神保町が続く。
西側には靖国神社や北の丸公園（日本武道館）、東側には専修大学神田キャンパスや神田古書店街などが広がり、観光名所に囲まれている。周辺には九段会館など戦前からの建築物も残る。
日本橋川に沿って上を首都高速5号池袋線が覆い、すぐ北に西神田出入口、南に竹橋ジャンクションがある。

## 歴史
江戸時代初期の架橋と思われるが、詳しい年代は不明である。江戸時代には東側には武家地が広がり、西側は飯田町と称した。東側には現在のように橋を降りて直進する道路はなかったため、橋は現在ほど往来が多くはなく、橋自体も小規模であった。
万治年間より1903年（明治36年）までの期間、日本橋川は神田川からの分流点より堀留橋までの区間が埋め立てられており、堀留橋付近がその名の通り堀留で、俎橋が日本橋川の最も上流に架かる橋であった。俎橋と堀留の間の西岸には1664年（寛文4年）より俎河岸が存在し、物資の荷揚げが行われた。
明治には武家地が廃されて東側にも神保町へ続く直進した道路が設けられ、1904年（明治37年）に東京市電が開通すると、俎橋は交通の要衝となった。関東大震災後、震災復興再開発事業の一環として大正通り（現・靖国通り）の拡幅が進められ、1929年（昭和4年）12月俎橋も橋長24.5 m、幅員42 mの鉄筋コンクリートの充腹アーチ橋に架け替えられると、俎橋の交通量は更に増加した。
1967年（昭和42年）首都高の高架に覆われた。靖国通り地下の都営地下鉄新宿線建設に伴い、1983年（昭和58年）単径間の鋼桁橋に架け直され、現在に至る。

## 隣の橋
- 日本橋川

（上流） - 南堀留橋 - 俎橋 - 宝田橋 - （下流）